# Ta'aroa
Ta'aroa es el dios creador supremo en la mitología de las islas de la Sociedad de la Polinesia Francesa.

## Mito de creación

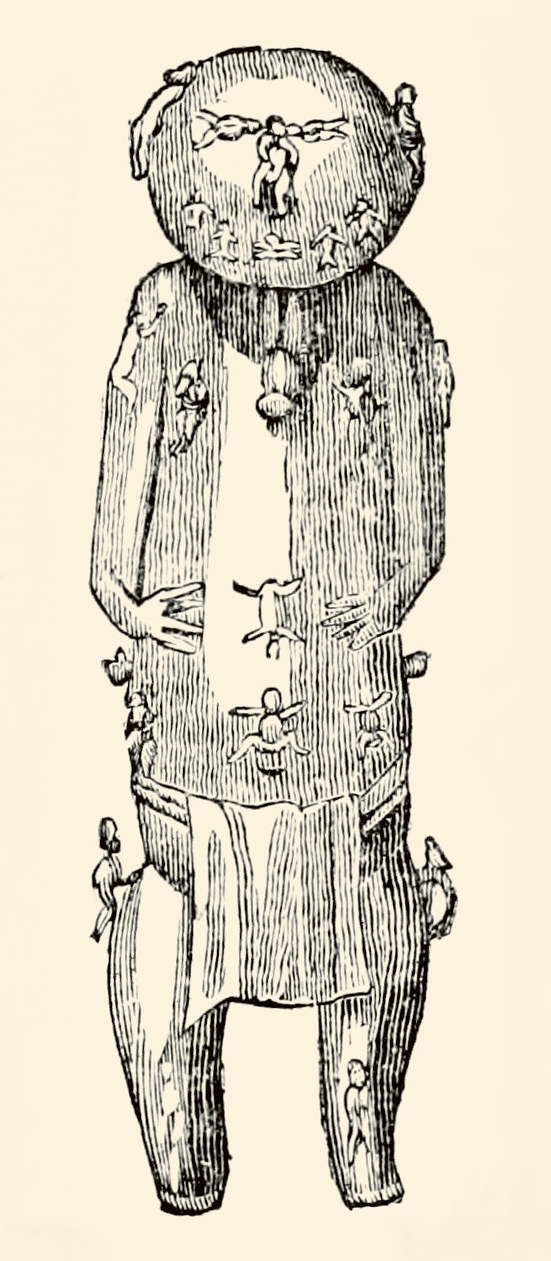
Dibujo de una representación de Ta'aroa, tallada en una pieza sólida de madera blanca de 1,20 metros, adorada en un templo de Rurutu.

En el principio solo existía Ta'aroa, creador de sí mismo, en su cascarón con forma de huevo que giraba en el vacío infinito del tiempo anterior al cielo, a la Tierra, a la Luna, al Sol y a las estrellas. Aburrido, lo rompió con un movimiento de su cuerpo y se deslizó fuera de sus confines, encontrando todo sombrío y silencioso y estando solo en la nada.
Con los pedazos del huevo formó las rocas y la arena, y a Tumu-Nui, la base de todo el mundo. Con su columna vertebral creó las montañas; con sus lágrimas llenó los océanos, los lagos, los ríos; con sus uñas de las manos y de los pies hizo las escamas que cubren a los peces y a las tortugas; con sus plumas creó los árboles y los arbustos; con su sangre coloreó el arco iris.
Ta'aroa llamó entonces a los artistas, que acudieron con sus cestas llenas de To'i, para que esculpieran a Tane, el primer dios. Después vinieron Ru, Hina, Maui y cientos de otros. Tane decoró el cielo con estrellas y colgó en él el sol para iluminar el día y la luna para iluminar la noche. Ta'aroa decidió entonces completar su obra creando al hombre.
Dividió el mundo en siete niveles. En el nivel más bajo vivía el hombre, que se multiplicaba rápidamente, lo que encantaba a Ta'aroa. Al compartir el espacio con criaturas y plantas de todo tipo, no pasó mucho tiempo antes de que el hombre se sintiera atrapado en su espacio y decidió expandir su dominio abriendo un agujero en el nivel superior al suyo. El hombre continuó de esta manera, llenando un nivel y luego subiendo al siguiente, hasta que todos los niveles estuvieron ocupados. Y así el hombre llenó la Tierra, pero aun así todo pertenecía a Ta'aroa, quien era el dueño de todo.